# إيشغة
إيشغة هي قرية في مقاطعة مياندوآب، إيران. يقدر عدد سكانها بـ 52 نسمة بحسب إحصاء 2016.